# مارك ساودر
مارك إدوارد ساودر (بالإنجليزية: Mark Edward Souder)‏ (من مواليد 18 يوليو 1950) هو سياسي أميركي الجمهوري الذي كان ممثل الولايات المتحدة من ولاية انديانا 1995-2010.